# بیلی اسمیت (بازیکن فوتبال، زاده ۱۸۸۲)
بیلی اسمیت (انگلیسی: Billy Smith؛ زادهٔ آوریل ۱۸۸۲) بازیکن فوتبال اهل بریتانیا است.
از باشگاه‌هایی که در آن بازی کرده‌است می‌توان به باشگاه فوتبال وست برومویچ آلبیون، باشگاه فوتبال نانیتون تاون، باشگاه فوتبال کاونتری سیتی، باشگاه فوتبال ووستر سیتی، و باشگاه فوتبال بیرمنگام سیتی اشاره کرد.